# Claudia Gáldy
Claudia Christina Gáldy (* 8. Oktober 1970 in Memmingen; † 16. Oktober 2021) war eine deutsche Synchronsprecherin, Theater- und Filmschauspielerin.

## Werdegang
Nachdem Claudia Gáldy 1989 die Schule mit dem Abitur abgeschlossen hatte, besuchte sie von 1989 bis 1993 eine Hamburger Schauspielschule. Ab 1995 spielte sie regelmäßig in verschiedenen Theaterstücken im Privatschauspielhaus „Schmidts Tivoli“ mit.
Ab 1990 hörte man sie auch vermehrt in Synchronproduktionen. So sprach sie die Rolle der Veronica in MacGyver, als Louise Thornton in The West Wing oder auch als Darlene Kelp in Navy CIS. Seither hörte man sie auch immer wieder in wichtigen Neben- und Episodenrollen. So synchronisierte sie Helen McCrory in 4.3.2.1, Robin Weigert in Miami Medical und Julie Gonzalo in CSI: Miami als Abby Lexington, in Eli Stone als Maggie Dekker und in The Glades als Kim Nichols. 2010 vertonte sie Rollen in Taras Welten, The Mentalist und The Event. In der US-amerikanischen Justizserie Harry’s Law kann man sie als Richterin Virginia Eden hören.
In der City-Hunter-Filmreihe übernahm sie den Part von Maud Ackermann und synchronisierte die Rolle der Miki. Es folgten weitere Animationsrollen wie Rafaela in Claymore und Joanna in Michiko & Hatchin. 2011 lieh sie der fiktiven Talho Yūki in Eureka 7: Pocket Full of Rainbows ihre Stimme und löste damit Gundi Eberhard ab, die die Rolle in der gleichnamigen Serie sprach. 2012 vertonte sie in Blood-C eine weitere Hauptrolle, Yuka Amino. Darüber hinaus sprach Gáldy die Rolle der Riza Hawkeye in dem Film Fullmetal Alchemist: The Sacred Star of Milos.
Ab 2013 sprach sie Cindy Herrmann, gespielt von Robyn Coffin, in Chicago Fire. Von 2014 bis 2019 sprach sie die Rolle Pixal in der Serie Ninjago. Außerdem lieh sie Madame Gigi in der TV-Serie Die Thundermans ihre Stimme.

## Synchronrollen (Auswahl)
Rosario Dawson
- 2011: Five als Lili
- 2016–2018: Luke Cage als Claire Temple
- 2017: Iron Fist als Claire Temple

Danielle Bisutti
- 2008–2011: True Jackson als Amanda Cantwell
- 2013: Curse of Chucky als Barb

Emily Bergl
- 2009–2012: Southland als Tammi Bryant
- 2014–2015: Shameless als Sammi

### Filme
- 2008: Ein Mann und sein Hund als Gina (Sarah Biasini)
- 2011: Morning Glory als Produzentin (Maddie Corman)
- 2013: Der Butler als Helen Holloway (Dana Gourrier)
- 2014: Die Bestimmung – Divergent als Lehrkraft (Janet Ulrich Brooks)
- 2014: John Wick als Helen Wick (Bridget Moynahan)
- 2015: Pitch Perfect 2 als Natalie Morales (Natalie Morales)
- 2015: Familie zu vermieten als Sandra (Nancy Tate)
- 2017: Detektiv Conan: Der dunkelste Albtraum als Chianti (Kikuko Inoue)
- 2020: Capone als Mae Capone (Linda Cardellini)

### Serien
- 2011: SpongeBob Schwammkopf als Teresa (Sirena Irwin)
- 2014: The Bridge – America als Eleanor Nacht (Franka Potente)
- 2014–2020: Ninjago als P.I.X.A.L ((Jennifer Hayward) 1. Stimme)
- 2015–2020: Better Call Saul als Kim Wexler (Rhea Seehorn)
- 2017: Zimmer 108 als Marion Schneider (Katrin Lohmann)
- 2018: Take Two als Syd (Heather Doerksen)
- 2018: The Hunter als Vincenzina Marchese (Roberta Caronia)
- 2020: Chilling Adventures of Sabrina als Circe (Lucie Guest)